# Participarea românilor la asediul Vienei (1683)

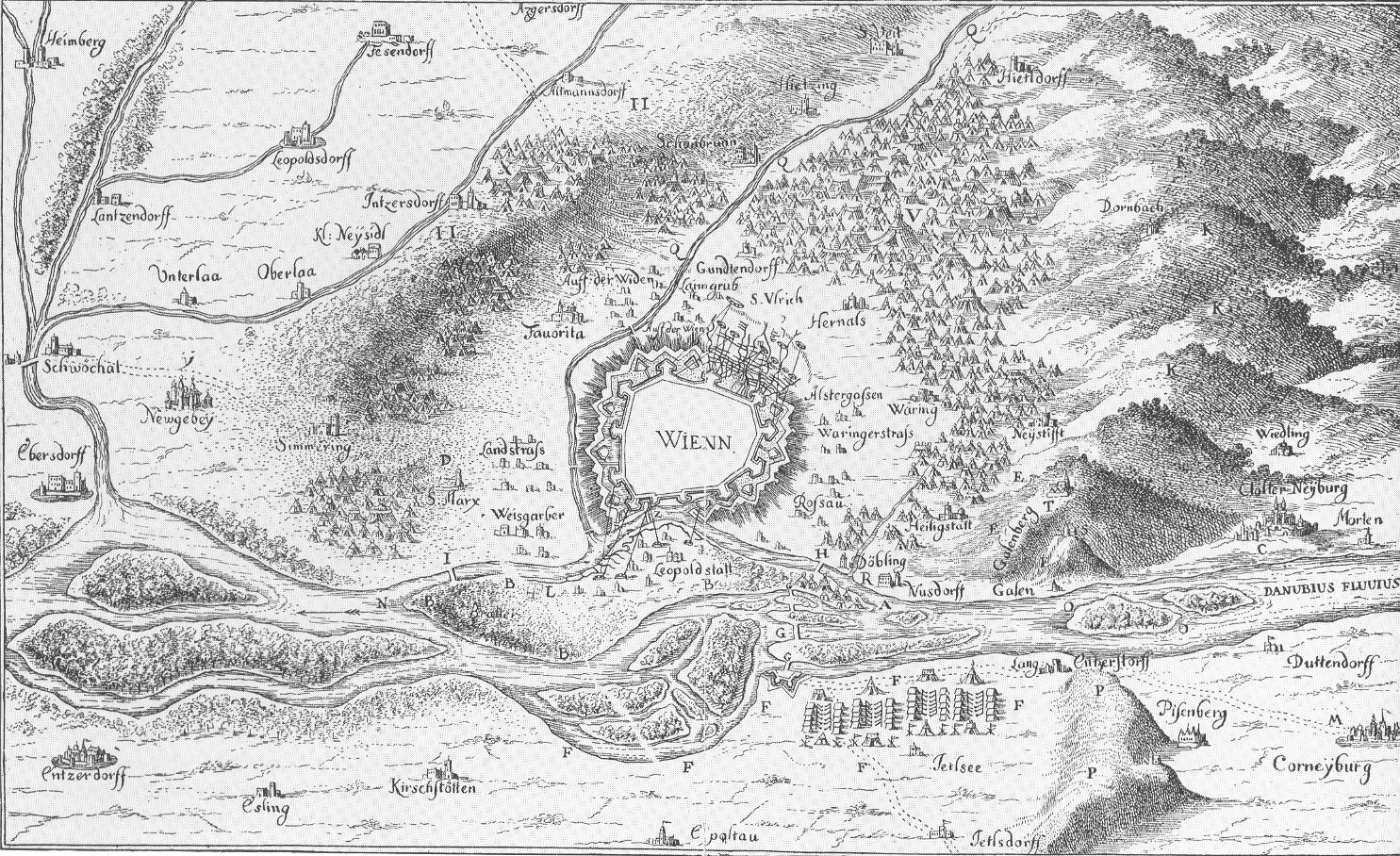
Asediul Vienei. Trupele române se află în partea de sus a gravurii, lângă castelul Schönbrunn

În 1682, ca urmare a unui conflict mocnit între Imperiul Habsburgic și Imperiul Otoman, Poarta declară război împăratului Leopold I. Oștirile musulmane pornesc în aprilie 1683 și ajung în preajma Vienei pe 14 iulie, începând asediul orașului.
La acea vreme, în Moldova domnea Gheorghe Duca (1678 - 1683), iar în Țara Românească Șerban Cantacuzino (1679 - 1688). Ca vasali ai Imperiului Otoman, ei au trebuit să participe la campanie cu circa 4 până la 7 mii de oșteni fiecare. Ținta finală a atacului au aflat-o abia când au ajuns la Székesfehérvár (Stuhlweißenburg), în Ungaria. 
Din cauză că turcii nu le-au acordat încredere creștinilor, aceștia au fost puși să execute sarcini în domeniul infrastructurii, mai precis să construiască două poduri pe Dunăre, unul în amonte și altul în aval de Viena. Pentru aceasta, românii și-au stabilit tabăra pe un deal în pădurea Schönbrunn, acolo având lemn din belșug. 

## Desfășurarea activităților secrete

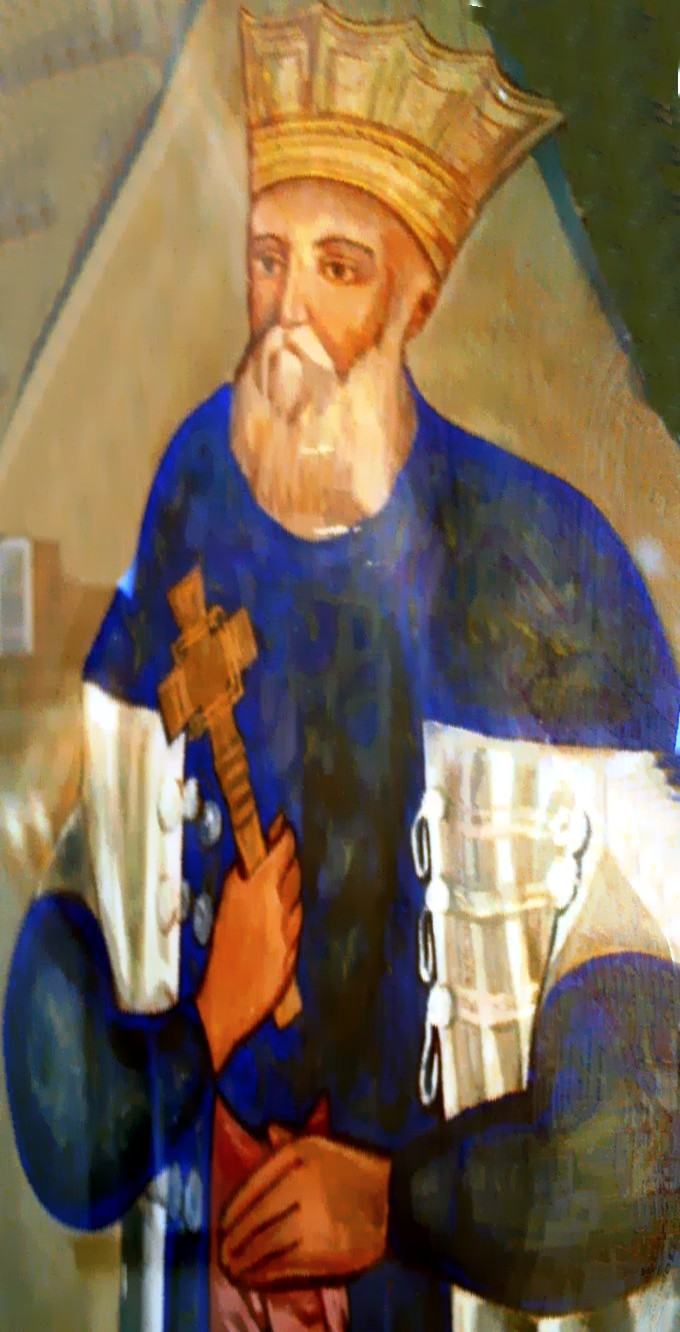
Şerban Cantacuzino

Profitând și de pasivitatea domnului moldovean, Șerban Cantacuzino a preluat inițiativa sprijinirii pe ascuns a forțelor creștine. 
Astfel, sub pretextul trimiterii de spioni sub zidurile „inamice”, domnitorul român trimitea de fapt soli având ca scop informarea vienezilor despre mișcările din tabăra turcească; ba chiar mai mult, a dezvoltat un sistem secret de comunicații, pentru a nu trezi suspiciuni în rândul turcilor. În momentele în care armatele românești erau nevoite să bombardeze orașul, acestea fie umpleau tunurile cu paie, fie foloseau ghiulele de fontă care produceau pagube minime zidurilor vieneze. Șerban Cantacuzino a întârziat cât mai mult construcția celor două poduri, facilitând totodată distrugerea lucrărilor de către „dușmani”.
În ziua bătăliei decisive de pe dealul Kahlenberg (12 septembrie 1683) între armatele regelui Ioan III Sobieski al Poloniei și forțele turcești conduse de marele vizir Kara Mustafa Pașa, românii au privit desfășurarea evenimentelor cu pasivitate din tabăra lor.
Acțiunile domnitorului muntean au contribuit într-o mare măsură la depresurarea Vienei, permițând creștinilor să cunoască dinainte intențiile turcilor și oferindu-le răgazul pentru a-și regrupa și întări forțele.
Aprecierile austriecilor la adresa comandantului român nu au întârziat să apară. Generalul Wallenstein îl laudă pentru „acele frumoase fapte”, ca și „pentru bunele cugete ce hrănești în inima ta”, iar Kunitz, rezidentul austriac din tabăra turcească, aflase că domnitorul dorea „victoria armatelor împăratului asupra dușmanului ereditar și înfruntarea trufiei sale” și emite un raport cifrat, destinat coaliției creștine, în legătură cu ajutorul lui Șerban Cantacuzino.

## Urmări
Șerban Cantacuzino a încercat totodată să păstreze aparențele față de Imperiul Otoman. Pentru a dovedi turcilor că și el s-a distins în luptele pentru ocuparea Vienei, după întoarcerea la București a cumpărat câteva tunuri și un clopot aduse de tătari pe Dunăre drept pradă.
Drept recunoștință, după bătălie Șerban Cantacuzino a primit de la împăratul Leopold I titlul de conte al Sfântului Imperiu Roman. Totodată, cei doi conducători au continuat să poarte o corespondență secretă în vederea organizării unei cruciade de eliberare a Constantinopolului, în fruntea căreia urma să se afle chiar domnitorul român. Acesta fusese recunoscut de Austria și Rusia ca urmaș al împăraților Cantacuzini. Totuși, aceste tratative pentru obținerea sprijinului nu s-au desfășurat fără obstacole, căci, după cum menționează cronicarul Ion Neculce, „opinteau nemții să fie Dunărea hotar”. Domnitorul muntean hotărăște să nu cedeze la „cele multe și peste putință cereri [...] ale nemților”.
În timp ce era plecat la asediu, Gheorghe Duca a fost îndepărtat de la tron în 1683, de către regele Sobieski cu ajutorul lui Ștefan Petriceicu, pe când se întorcea în Polonia.

## Mărturii și Monumente

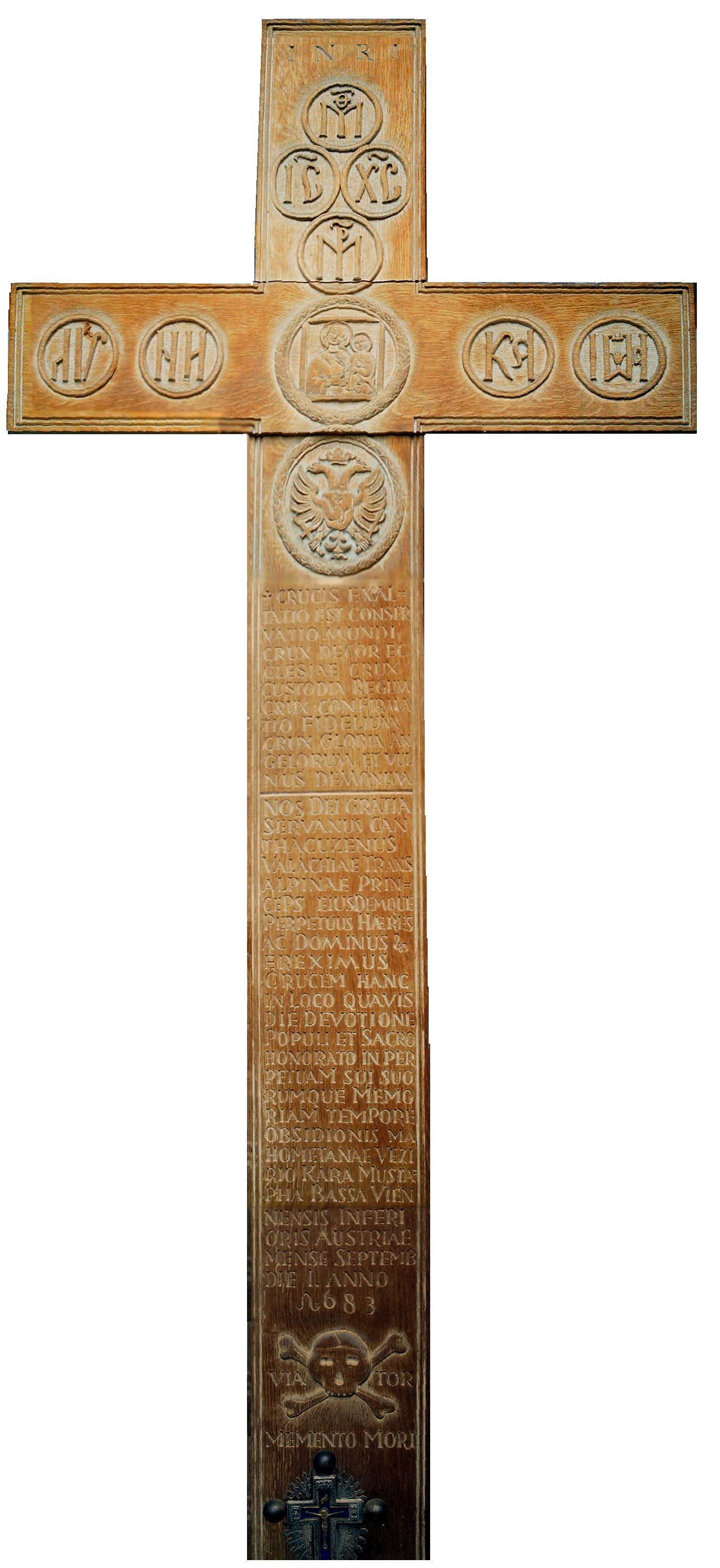
Crucea lui Şerban Cantacuzino, replica aflată în „Capela moldovenească”

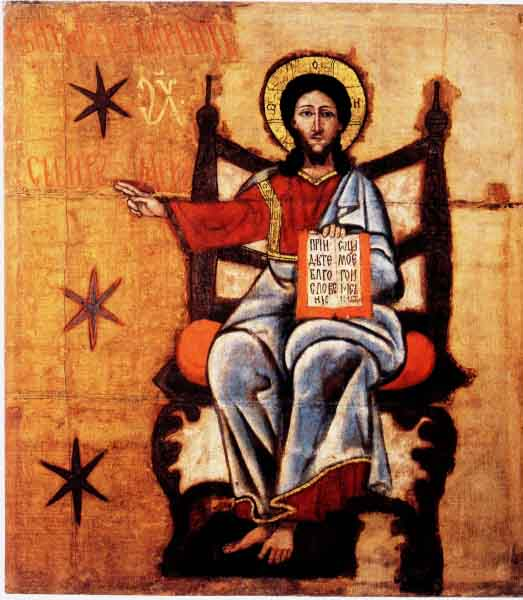
Steagul de luptă al lui Şerban Cantacuzino

În timpul asediului, Șerban Cantacuzino a poruncit ca în fața cortului său să fie ridicată o cruce mare de 3 metri din stejar, vizibilă de la mare depărtare. Aceasta purta o inscripție latină cu dublu sens, însăși cei 10 - 12 mii de români rugându-se pentru izbânda împăratului și atât. Față de turci el era sultanul de la Constantinopol, însă în realitate se rugau pentru cel roman. Inscripția de pe cruce spune:
+ CRUCIS EXALTATIO EST CONSERVATIO MUNDI CRUX DECOR ECCLESIAE CRUX CUSTODIA REGUM CRUX CONFIRMATIO FIDELIUM CRUX GLORIA ANGELORUM ET VULNUS DEMONUM
——————————
NOS DEI GRATIA SERVANUS CANTHACUZENUS VALACHIAE TRANSALPINAE PRINCEPS EIUSDEMQUE PERPETUUS HÆRES AC DOMINUS § EREXIMUS CRUCEM HANC IN LOCO QUAVIS DIE DEVOTIONE POPULI ET SACRO HONORATIO IN PERPETUAM SUI SUORUMQUE MEMORIAM TEMPORE OBSIDIONIS MAHOMETANAE VEZIRIO KARA MUSTAPFA BASSA VIENNENSIS INFERIORIS AUSTRIAE MENSE SEPTEMB DIE I. ANNO 1683
VIA  TOR
MEMENTO MORI
Crucea care dăduse curaj și speranță asediaților din Viena a fost furată în 1785, fiind înlocuită cu o copie. Crucea originală se regăsește azi la castelul Geyerau din Ljubljana. Capela a fost construită în 1927 (1929?) la o oarecare distanță de locul original al crucii, din strada Hohenberg, deoarece pe locul acela fuseseră construite case. A fost avariată în timpul celui de-Al Doilea Război Mondial, fiind reparată de abia în 1961. Capela are în interior replica la scară redusă a crucii precum și reproducerea portretului lui Șerban Cantacuzino din mănăstirea Cotroceni. Monumentul este cunoscut azi ca și „Capela moldovenească” (în germană „Moldauer Kapelle”) și se află la intersecția dintre Arnsburggasse și Betty Roose Weg.
În fața capelei a fost ridicat în 1983, pentru a marca împlinirea a 300 de ani de la marea bătăliei, bustul domnitorului muntean. 
De asemenea, în 1999 Academia Română a montat o placă pe biserica Sf. Iosif de pe Kahlenberg ce comemorează contribuția soldaților români la depresurarea Vienei.
Împreună cu acea cruce, drept amintire vienezilor, Șerban Cantacuzino a mai lăsat pe câmpul de bătălie și un steag de luptă. Acesta este realizat din mătase peste care a fost pictată în ulei icoana Mântuitorului stând pe tronul împărătesc, binecuvântând cu mâna dreaptă și ținând Evanghelia deschisă în mâna stângă. În dreapta lui Iisus se află înscris în românește „Vitejia dreaptă să biruească” și trei stele cu câte șase raze, dispuse una sub alta. Cealaltă față a steagului nu mai poate fi văzută astăzi deoarece pe ea a fost aplicat un suport de pânză.
Steagul a ajuns la muzeul din Dresda de unde, în 1937, a fost readus în România și expus la Muzeul Militar din București. Actual se află în colecțiile Muzeului Național de Istorie a României.

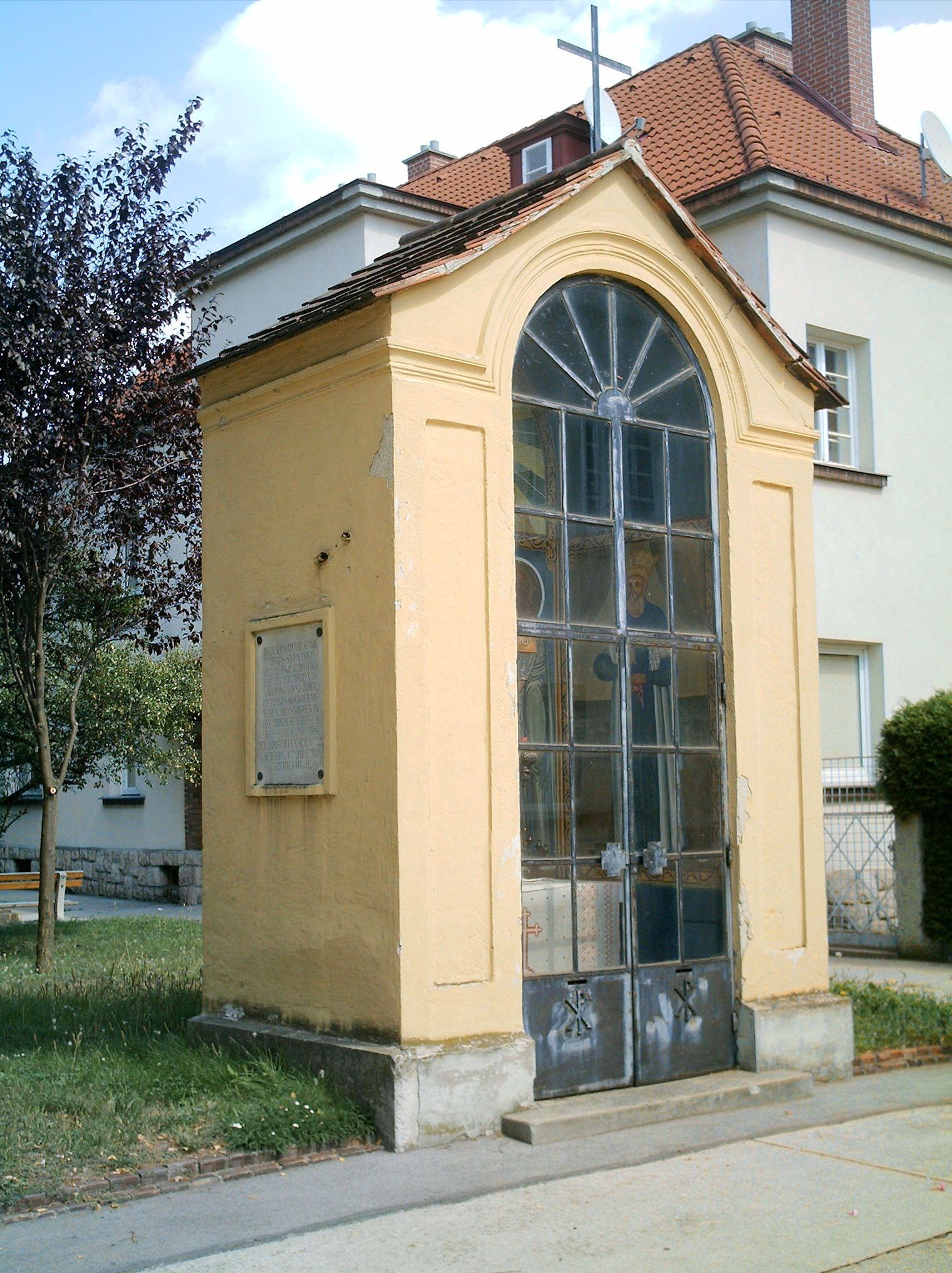
„Capela moldovenească”
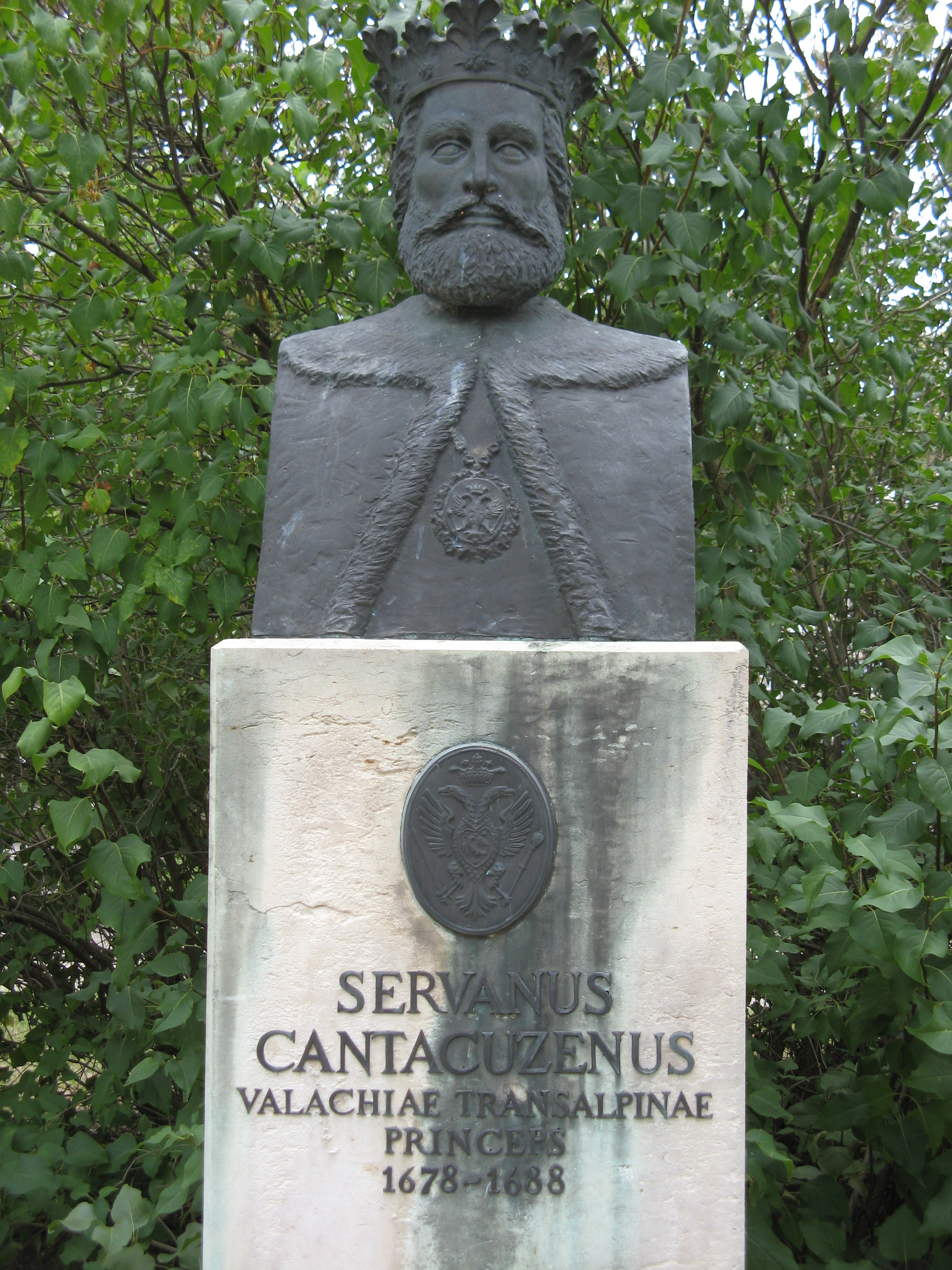
Bustul lui Şerban Cantacuzino
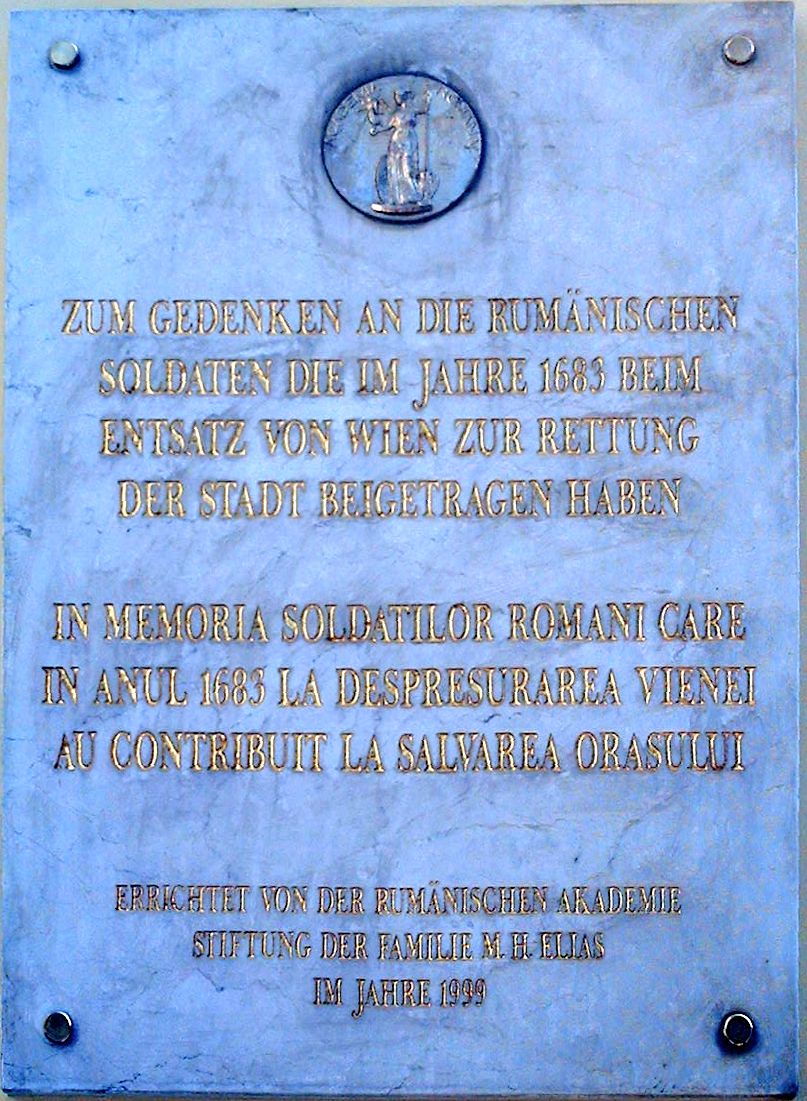
Placa memorială de pe Kahlenberg